# Descendimiento de la cruz (Antelami)

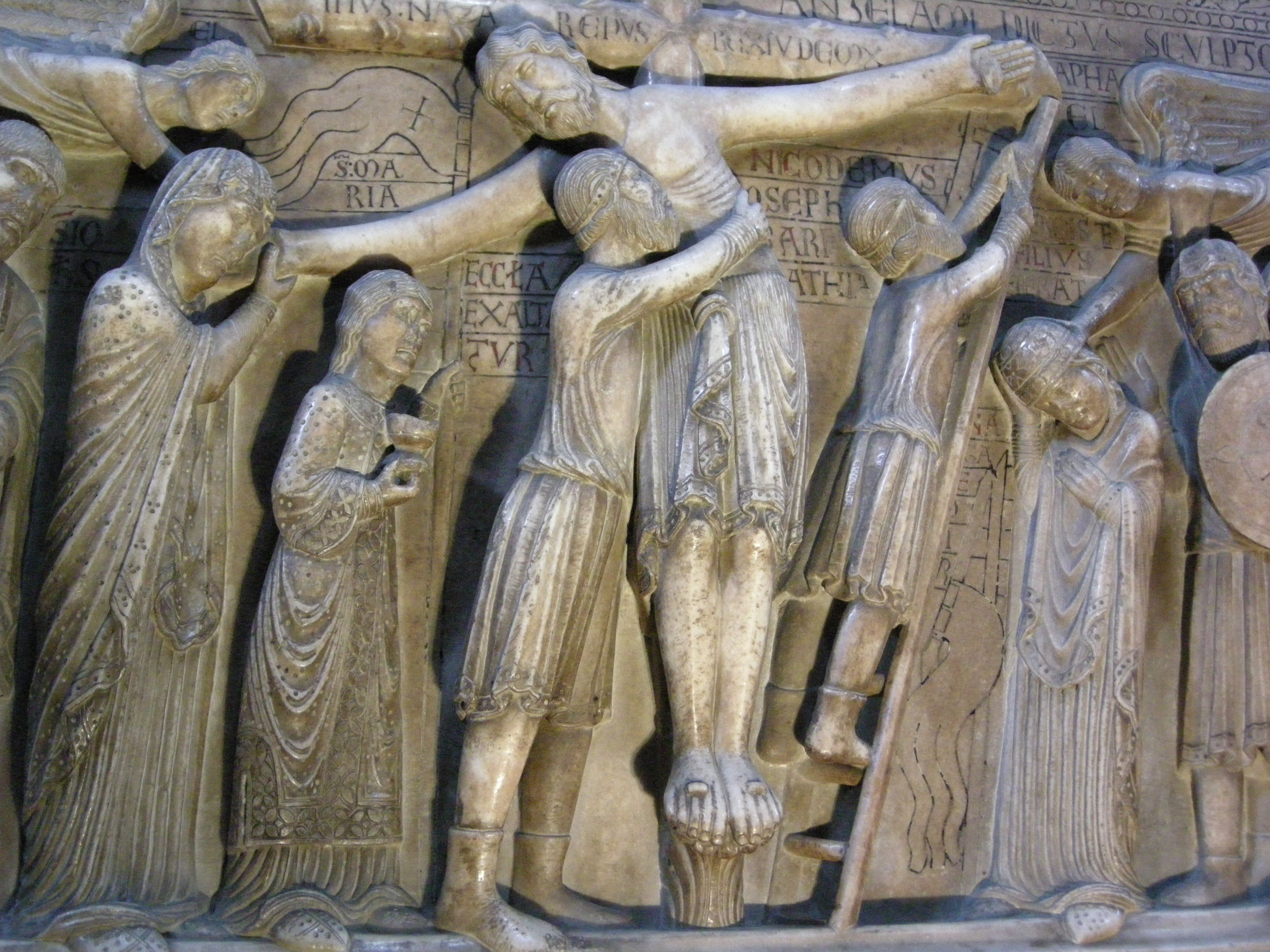
Detalle

El Descendimiento de la cruz (en italiano, Deposizione dalla croce) es una escultura de mármol (110x230 cm) de Benedetto Antelami, datable del año 1178 y que se conserva en el transepto derecho de la catedral de Parma, Italia. 

## Historia
El altorrelieve con el Descendimiento es el único panel que sobrevive de una columna que se encontraba en la catedral de Parma, y hoy en día representa la primera gran obra conocida de Antelami, así como una obra maestra de la escultura gótica en la transición entre las severas formas de Wiligelmo a maneras más sueltas y naturalistas. 
En este trabajo, el nombre del autor y la fecha están grabados: ANNO MILLENO CENTENO SEPTVAGENO / OCTAVO SCVLTOR PAT(RA)VIT M(EN)SE SE(C)V(N)DO // ANTELAMI DICTVS SCVLPTOR FVIT HIC BENEDICTVS, o «En el año 1178 (mes de abril) un escultor realizó (esta obra); este escultor fue Benedetto llamado Antelami». El pareado otorga muchas licencias a la métrica y a la rima, sobre todo debido al inesperado añadido de la especificación del mes (mense secundo); en el calendario medieval el primer mes es marzo, por lo que el trabajo se completó en abril, probablemente coincidiendo con la Semana Santa.

## Descripción

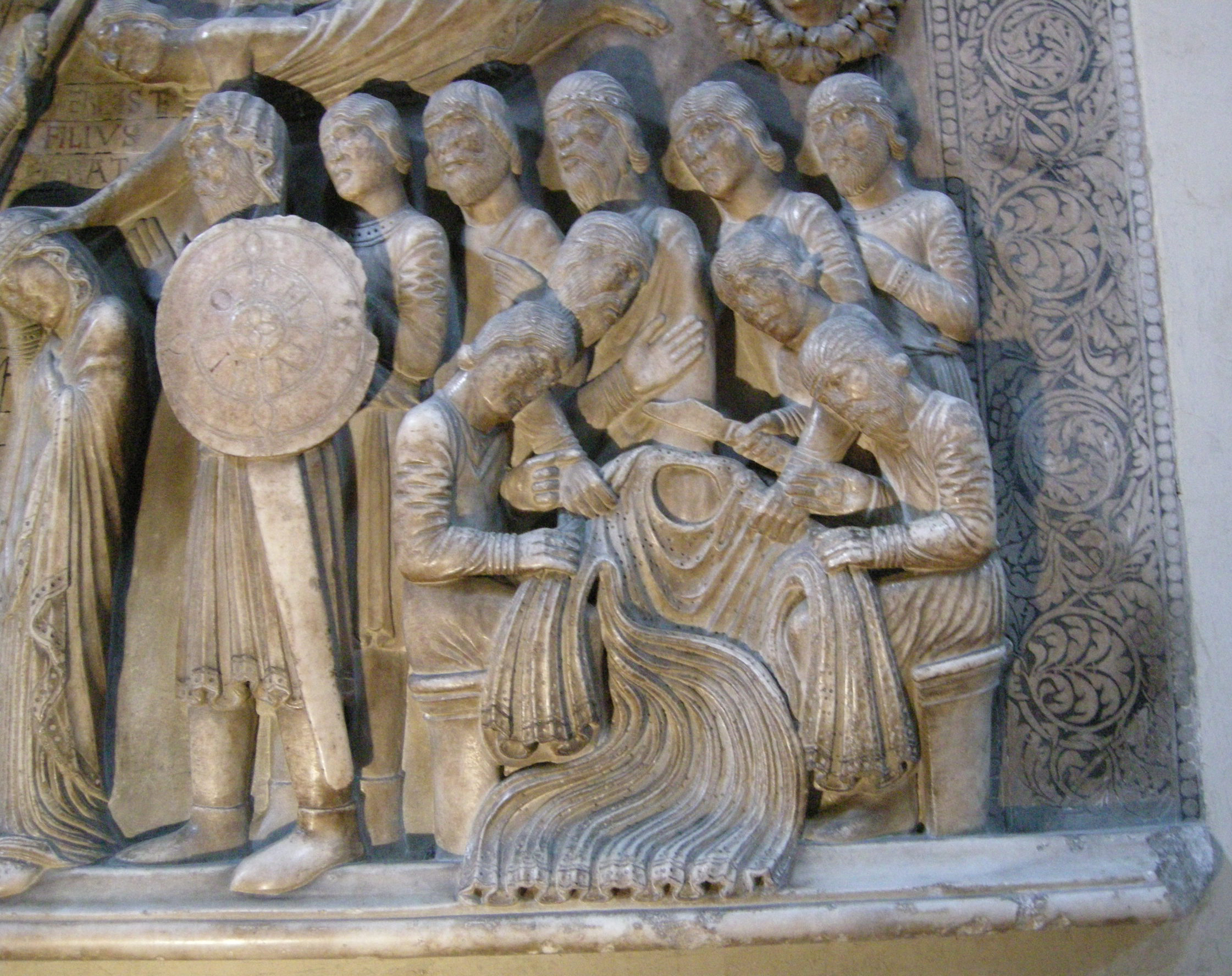
Detallwetaglio

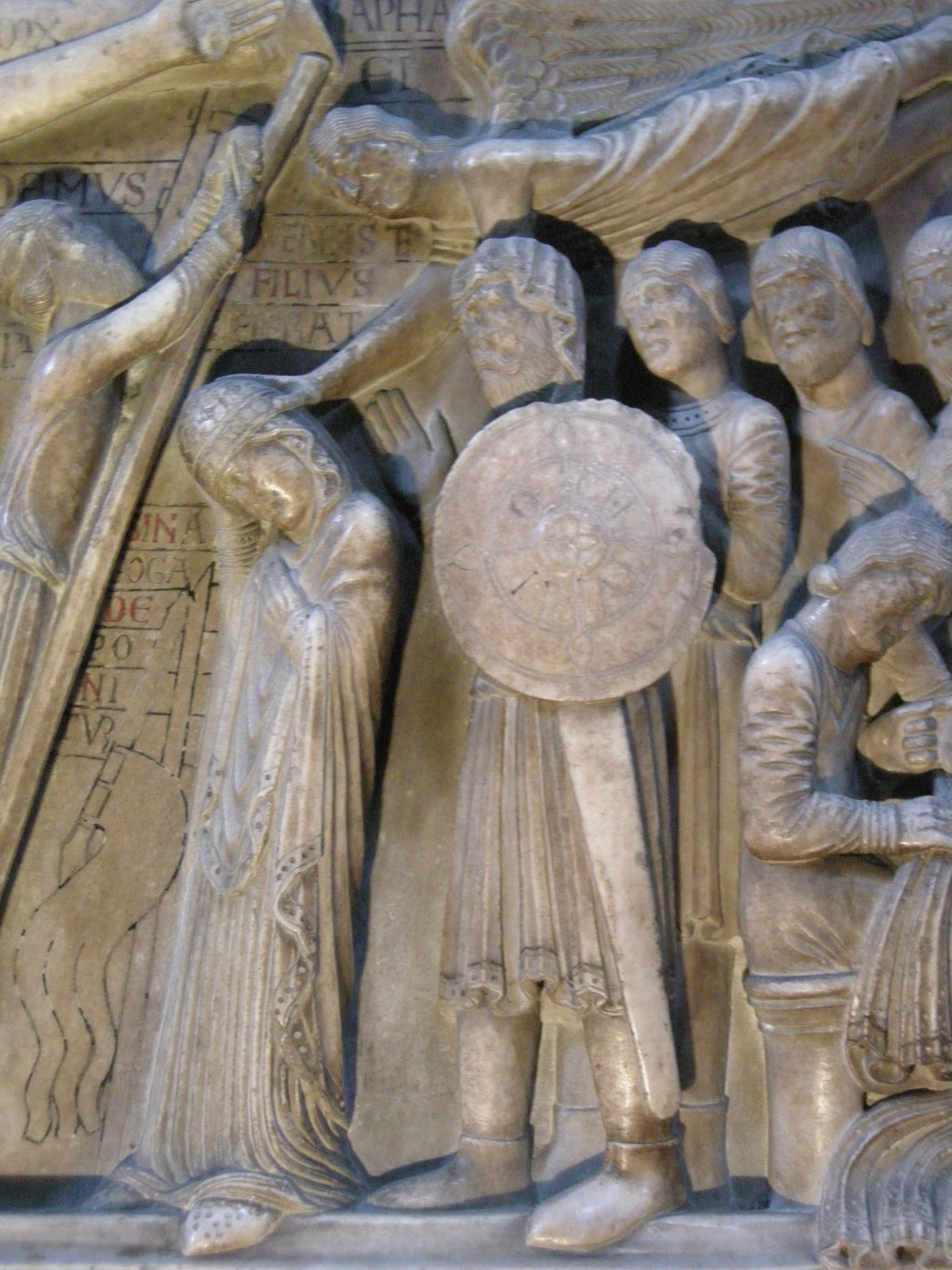
La Sinagoga y el centurión

Toda la escena está contenida en un marco decorado formado por zarcillos que se envuelven geométricamente. Numerosas inscripciones ayudan al observador a comprender la escena.
El altorrelieve, basado solo en el Evangelio de Juan, representa el momento en el cual el cuerpo de Jesucristo es bajado de la cruz, con varios elementos tomados de la iconografía canónica de la Crucifixión (los soldados romanos que manipulan la ropa de Cristo, la personificación de la Ecclesia y de la Sinagoga, etc.) y de la Resurrección (las tres Marías), mientras que de origen clásico son la personificación del sol y de la luna (dos cabezas humanas insertadas en guirnaldas) y las rosetas que adornan el borde superior. Clásicos son también los racimos ornamentados de la banda que rodea la composición, pero la técnica oriental del nielado y la bidimensionalidad del adorno demostraron que la tradición antigua era filtrada por la tradición bizantina.
En el centro de la composición la figura inerte de Jesucristo se inclina hacia la izquierda, sujetada por José de Arimatea («Ioseph ab Arimathia»), que según una iconografía nueva le besa el costado. Un brazo de Jesucristo es sujetado amorosamente por la Virgen («Sancta Maria») y el arcángel Gabriel («Gabriel»), que ha llegado amorosamente en vuelo. Detrás están la Ecclesia vencedora («Ecclesia exaltatur»), en dalmática y alba, que sostiene el estandarte cruzado y el cáliz con la sangre de Jesús, san Juan («Sanctus Iohannis») en el gesto del dolor (una mano sosteniendo la otra), María Magdalena («Maria Madalene»), María de Cleofás («Maria Jacobi») y María Salomé («Salome»). Estas últimas dos hacen el gesto de testimonio, con la mano abierta colocada cerca del pecho, como para decir que el hombre crucificado es verdaderamente el Mesías.
La madera de la cruz se tomó de un tallo verde, como lo sugieren los restos de las ramas rotas: es el lignum vitae, el Árbol de la Vida que alude ya a la Resurrección. A lo largo del brazo horizontal se lee «Ihesus Nazarenus rex Iudeorum». 
A la derecha Nicodemo («Nicodemus»), sobre una escalera, quita el segundo clavo. La inclinación de José y Nicodemo se equilibra en el sentido opuesto a la de Cristo. A esto le sigue la Sinagoga, personificación del mundo hebreo, al que el arcángel Rafael («Raphael») hace una inclinación de la cabeza en señal de derrota: su estandarte está roto y volcado, con la inscripción «Sinagoga deponitur»; ella tiene los ojos cerrados porque «no ve y no cree». Junto a ella un centurión armado con espada y un gran escudo redondo (donde se lee «Centurio»), seguido por cinco soldados, dos de los cuales alzan el dedo apuntando a Cristo; el soldado exclama «vere iste Filius Dei erat», «verdaderamente era el hijo de Dios» (Mt 27, 54). Se trata de una figura positiva, pero que está metido en la parte negativa de la obra. El sombrero que lleva, similar al de la sinagoga, lo indica como judío (su figura en la tradición oriental y occidental se confunde a menudo con la de Longino, «hebraizado» en actuación de una controversia antijudía iniciada por el Evangelio de Juan , que asignó toda responsabilidad por la muerte de Cristo a los judíos. En primer plano finalmente, dos hombres imberbes y dos barbados, sentados en taburetes, se despliegan hacia el que examina la vestimenta de Cristo, que era inconsútil, es decir, sin costuras: dudando si cortar la tela o no con un cuchillo, si la juegan a los dados (Mt 27, 35-36).
Fuertemente simbólica es la contraposición de la parte derecha respecto a la izquierda: de un lado el sol brilla sobre Virgen y las Tres Marías (prefiguración de la resurrección), y sobre la Ecclesia; la Luna, al contrario, difunde su débil luz sobre los soldados romanos que se dividen la túnica de Cristo y sobre la Sinagoga perdedora.

## Estilo
La escultura se remonta a un período de transición entre el arte románico y el gótico. El resultado en el modelado de los cuerpos humanos parece menos robusto que las figuras de Wiligelmo, pero la dinámica de la escena es menos animada, con las figuras de pie en poses expresivas. La impresión de espacialidad dada por los dos planos superpuestos sobre los que se colocan los soldados que se juegan a la suerte la ropa es el primer ejemplo de este tipo en Italia.
La rígida estructura de las figuras presentadas en series verticales rítmicas está influida por la escultura del sur de Francia. La base de la loca de mármol, las rosetas retorcidas que adornan el borde superior, las personificaciones del sol y de la luna (en forma de cabezas humanas dentro de guirnaldas) son elementos de origen clásico, así como la banda que rodea la composición con racimos. La técnica del nielado y la bidimensionalidad del adorno muestran que el motivo clásico está filtrado por el bizantinismo, del cual deriva la simétrica disposición de las figuras y la simbólica medida de las cabezas, superior a la media de lo real. Provenzal es el predominio de las líneas, borgoñona es la puntuación de algunas prendas mediante orifificios.